# Liste der Mitglieder der Deutschen Akademie der Naturforscher Leopoldina/1733
Die Liste der Mitglieder der Deutschen Akademie der Naturforscher Leopoldina für 1733 enthält alle Personen, die im Jahr 1733 zum Mitglied ernannt wurden. Insgesamt gab es drei neu gewählte Mitglieder.

## Mitglieder
| Nr. | Name                        | Beiname             | Geboren      | Aufnahme | Gestorben   | Bild           | Datenbank |
| --- | --------------------------- | ------------------- | ------------ | -------- | ----------- | -------------- | --------- |
| 440 | Melchior Conrad Cramer      | Zopyrus             |              | 28. Jan. |             |                | 2340      |
| 441 | Anders Celsius              | Marcus Manilius II. | 7. Dez. 1701 | 25. Aug. | 6. Mai 1744 | Anders Celsius | 2278      |
| 442 | Christian Friedrich Jördens | Micon               | 1696         | 2. Dez.  | 1758        |                | 4011      |